# Emma Cole
Pour les articles homonymes, voir Cole.
Emma Jane Cole, née le 23 janvier 1845 et morte le 25 avril 1910, est une enseignante, botaniste et conservatrice américaine, et l'autrice de Grand Rapids Flora : A Catalogue of the Flowering Plants and Ferns Growing Without Cultivation in the Vicinity of Grand Rapids, Michigan. Elle est intronisée au Michigan Women's Hall of Fame en 2007.

## Biographie

### Enfance et formation
Emma Jane Emma Cole naît dans l'Ohio le 23 janvier 1845. Pendant son enfance, sa famille déménage dans le comté de Vergennes, près de Grand Rapids, Michigan, où elle fréquente la Lowell Union School et la Grand Rapids High School.
Ses parents sont Andrew Emma Cole et Jerusha Emma Cole. Elle a trois frères et sœurs, John et Hugh, et Mary Emma Cole Altman.
En 1876, Emma Cole s'inscrit à l'université Cornell à New York, qui a récemment commencé à admettre les femmes. Elle fréquente Cornell en 1876-1877 et 1879-1880 et suit des cours de botanique, mais n'est pas enregistrée comme ayant reçu un diplôme.

### Carrière
Emma Cole travaille comme enseignante pendant une grande partie de sa vie. Elle est l'une des premières femmes membres du Kent Scientific Institute (prédécesseur du Grand Rapids Public Museum), et en est la vice-présidente et la conservatrice botanique,.
Emma Cole est bien connue pour son livre de 1901, Grand Rapids Flora : A Catalogue of the Flowering Plants and Ferns Growing Without Cultivation in the Vicinity of Grand Rapids, Michigan. Consciente de la nécessité d'une référence locale pour son enseignement, Emma Cole entreprend de documenter toutes les plantes vasculaires présentes à Grand Rapids et dans les comtés environnants. Pour créer cette importante référence botanique, elle collecte des spécimens de 1892 à 1900, créant ainsi une étude complète de près de 1300 taxons présents dans la grande région de Grand Rapids.
En tant que botaniste professionnelle, Emma Cole corresponds avec de nombreux botanistes et scientifiques notables de son époque, notamment Benjamin Lincoln Robinson, Merritt Lyndon Fernald et Charles Sprague Sargent,.

### Décès et legs
Emma Cole décède d'une insuffisance rénale le 25 avril 1910 à San Antonio, au Texas, après un voyage au Mexique. Elle est enterrée au cimetière Bailey à Lowell, dans le Michigan.
Le testament d'Emma Cole prévoit trois legs :
- Le département d'écologie et de biologie évolutive de l'université du Michigan attribue la bourse Emma J. Emma Cole en botanique à un étudiant diplômé[6].
- Le Conseil de l'éducation de Grand Rapids reçoit un legs pour acheter du matériel de botanique pour la Central High School.
- Le Emma J. Cole Flower Fund finance des « services floraux » semestriels dans huit églises de Grand Rapids documenté dans la collection Emma J. Cole de la bibliothèque publique de Grand Rapids[5].

## Honneurs et distinctions
Les spécimens de plantes recueillis par Emma Cole sont encore utilisés pour la recherche et l'étude dans des herbiers, notamment l'herbier de l'université du Michigan, l'herbier de l'université d'État du Michigan et l'herbier du Collège Albion.
Une espèce d'aubépine qu'Emma Cole a découvert, Crataegus coleae, est nommée en son honneur. Charles Sprague Sargent écrit à propos de cet honneur : « C'est un plaisir d'associer à ce bel arbuste le nom de sa découvreuse, Mlle Emma J. Emma Cole de Grand Rapids, Michigan, l'autrice de The Grand Rapids Flora, et une étudiante attentive et assidue des plantes du centre du Michigan, où elle fait un certain nombre d'autres découvertes importantes. »,.
Emma Cole est intronisée au Michigan Women's Hall of Fame en 2007,.
Un projet à l'université Calvin de 2014 à 2018 tente de revisiter et d'évaluer tous les lieux décrits dans Grand Rapids Flora,.